# Мальопис року
Мальопис року (відзнака) — щорічна відзнака найкращих мальописів виданих за рік, заснована у 2021 році. Перша церемонія виходила на YouTube-каналі «Третя Паралель».

## Історія
Підготовка до проведення відзнаки припала на кінець 2021 року та початок 2022 року, але повномасштабна війна в Україні змінила всі плани, і проведення першої відзнаки зсунулось на жовтень.
На другий рік (2023 рік) вирішено було розділити офіційну частину, де оголошувались номінанти та переможці відзнаки «Мальопис року», та стрим-обговорення на два окремих відео.
У 2025 році було прийнято рішення додати додаткові категорії та розглядати ліцензії в межах відзнаки. Таким чином утворилось три нових категорії: Найкраща ліцензія. Азія; Найкраща ліцензія. Америка; Найкраща ліцензія. Європа. Номінантів в ці категорії подають видавці.

## Хронологія відзнаки

### Мальопис Року 2021
1 жовтня 2022 року відбулась перша церемонія нагородження переможців відзнаки «Мальопис року». Під час стриму було зібрано 12000 грн. які передали на потреби Збройних Сил України.
Журі:
- Роман #безцензури Виноградов — автор безцензурних оглядів на культурні продукти людства (незалежно від якості).
- Пан Юрій — автор порталу UAGeek і ведучий подкастів на фантастичні тематики. Поціновувач статичних і рухливих картинок з Азії.
- Пан Юра (не плутати з паном Юрієм) — співведучий каналу про статичні та рухливі картинки з Азії MANGUA і подкасту Мальописи з Району.
- Павло «Неправий» Задніпряний — відданий поціновувач мальописів і співведучий подкасту «Ще по одній».
- Роман Васюта — він читає і знає безбожну кількість мальописів, стоїть поряд із Циклопом навіть тоді, коли він не правий і викладає свої огляди на канал.
- Роман Зарічний — вірний поціновувач мальописів.
- Мар'яна Янкевич — від її голосу напружуються усі анімешні вушка країни. Голосова акторка і авторка каналу MariAm Blog.
- Микита Янюк —  перекладач, співзасновник каналу «Третя Паралель».
- Денис Борисюк — верстальник, співзасновник каналу «Третя Паралель».

Сашко Ком'яхов отримав свої відзнаки «Мальопис Року 2021» біля виставки свого мальопису «Тато. Книга 1. Кузня зброї» на Майдані Незалежності.

Переможці відзнаки «Мальопис року 2021»:
| Найкраща обкладинка                                                    |
| ---------------------------------------------------------------------- |
| «Захисник вогню. Том 2» (UA Comix) — худ. Таня Приймич                 |
| Найкращий художник / Найкраща художниця                                |
| Сашко Ком'яхов — «Тато. Книга 1. Кузня зброї» (Люта Справа)            |
| Найкращий сценарист / Найкраща сценаристка                             |
| Іман Тадайон — «Захисник вогню. Том 2» (UA Comix)                      |
| Найкращий мальопис. Мала форма                                         |
| «В землю. Випуск 3» (UA Comix) — сцен. Ігор Штанько; худ. Ілля Чеботар |
| Найкращий мальопис. Велика форма                                       |
| «Тато. Книга 1. Кузня зброї» (Люта Справа) — автор Сашко Ком'яхов      |
| Спеціальна відзнака                                                    |
| Василенко Анатолій Петрович                                            |

### Мальопис Року 2022
Друга церемонія нагородження відзнаки відбулась 16 березня 2023 року і мала дві частини: Офіційна частина на якій зіркові гості оголосили переможців та стрим-обговорення зі збором грошей на підтримку Збройних Сил України. До зіркових гостей увійшли українські ютубери: Nikattica, Мар'яна Янкевич з MariAm Blog, Тайлер Андерсон з GeekJournal, AdrianZP та Михайло Карпань з Пан Карпан.
Журі:
- Пан Юрій — автор порталу UAGeek і ведучий подкастів на фантастичні тематики. Поціновувач статичних і рухливих картинок з Азії.
- Пан Юра (не плутати з паном Юрієм) — співведучий каналу про статичні та рухливі картинки з Азії MANGUA і подкасту Мальописи з Району.
- Павло «Неправий» Задніпряний — відданий поціновувач мальописів і співведучий подкасту «Ще по одній».
- Аліна Федосеєнко — оглядачка мальописів на YouTube-каналі Книжкова Запропалівка.
- Роман Зарічний — вірний поціновувач мальописів.
- Микита Янюк —  перекладач, співзасновник каналу «Третя Паралель».
- Денис Борисюк — верстальник, співзасновник каналу «Третя Паралель».

Переможці відзнаки «Мальопис року 2022»:
| Найкраща обкладинка |
| --- |
| «Залізна Голова. Випуск 3» (Vovkulaka) — худ. Максим Удинський «Коротка історія українського фемінізму» (Видавництво) — худ. Іван Кипібіда та Юлія Вус |
| Найкращий художник / Найкраща художниця |
| Єгор Ключник — «Пітмен» (Vovkulaka) |
| Найкращий сценарист / Найкраща сценаристка |
| Максим Удинський — «Залізна Голова. Випуск 3» (Vovkulaka)                                                                                              |
| Найкращий мальопис. Мала форма |
| «Залізна Голова. Випуск 3» (Vovkulaka) — автор Максим Удинський                                                                                        |
| Найкращий мальопис. Велика форма |
| «Пітмен» (Vovkulaka) — автор Єгор Ключник |
| Спеціальна відзнака |
| авторам мальописів, які доєднались до Збройних Сил України                                                                                             |

### Мальопис Року 2023
Третя церемонія вирішила повторити попереднє успішне рішення та розділити офіційну частину та обговорення. Церемонія відбулась 15 березня 2024 року. В цей рік розширили кількість журі до дев'яти осіб. І ввели посади головного менеджера і секретаря відзнаки. Менеджером став Микита Янюк, а посаду секретаря обійняв Денис Борисюк.
Журі:
- Микита Янюк — генеральний менеджер відзнаки, перекладач мальописів, співзасновник каналу «Третя Паралель».
- Пан Юрій — автор порталу uageek.space, адмін №1 тґ-каналу UAGeek.
- Юрій Стах — автор каналу про аніме та манґу MANGUA і подкасту Мальописи з Району.
- Павло Задніпряний — поціновувач і оглядач мальописів адмін тґ-каналу КОНТРОВЕРЗА.
- Ія Новицька — редакторка альманаху «Das ist fantastisch!» і адмінка тґ-каналу Альманах фантастики "Das ist fantastisch!".
- Олександр Гнатюк — популяризатор читання, засновник спільноти «ВРАЖЕННЯ UA» в фейсбуці та телеграмі.
- Наталя Луцишин — авторка відгуків у фб-спільноті «ВРАЖЕННЯ UA» та оглядачка мальописів на порталі uageek.space.
- Кирило Сутовський —  поціновувач та оглядач мальописів, художник, адмін тґ-каналу «Ink Tear | Чорнильна сльоза».
- Ярослав Черновол — колекціонер, поціновувач мальописів, адмін тґ-каналу «Червоногарячий Z'Gok».

Переможці відзнаки «Мальопис року 2023»:
| Найкраща обкладинка                                                                      |
| ---------------------------------------------------------------------------------------- |
| «Вдовичка. Книга 1» (Vovkulaka) — худ. Ігор Баранько                                     |
| Найкращий художник / Найкраща художниця                                                  |
| Ігор Баранько — «Вдовичка. Книга 1» (Vovkulaka)                                          |
| Найкращий сценарист / Найкраща сценаристка                                               |
| Ігор Баранько — «Вдовичка. Книга 1» (Vovkulaka)                                          |
| Найкращий мальопис. Мала форма                                                           |
| «Група Фаетон. Фортунці. Випуск 4: Льодовий стрілець» (Lantsuta) — авторка Марія Ланцута |
| Найкращий мальопис. Велика форма                                                         |
| «Вдовичка. Книга 1» (Vovkulaka) — автор Ігор Баранько                                    |
| Спеціальна відзнака                                                                      |
| Кордоба Богдан Юрійович (засновник UA Comix)                                             |

### Мальопис Року 2024
Відзнаку «Мальопис року 2024» провели 29-го травня 2025 року. Під час церемонії було показано та анонсовано чотири мальописи. Та оголошено переможців в 11-ти категоріях. Для оголошення відзнаки було залучено багато відомих особистостей, а саме: Свят Загайкевич, OLDboi, Nikattica, Іван Козак, YANSI, Densy, Нейд, pad0n, Eileen, Василь Байдак та Антон Назаренко.
Журі:
- Микита Янюк — генеральний менеджер відзнаки, перекладач мальописів, співзасновник каналу «Третя Паралель».
- Пан Юрій — автор порталу uageek.space, адмін №1 тґ-каналу UAGeek.
- Юрій Стах — автор каналу про аніме та манґу MANGUA і подкасту Мальописи з Району.
- Павло Задніпряний — поціновувач і оглядач мальописів адмін тґ-каналу КОНТРОВЕРЗА.
- Ія Новицька — редакторка альманаху «Das ist fantastisch!» і адмінка тґ-каналу Альманах фантастики "Das ist fantastisch!".
- Наталя Луцишин — авторка відгуків у фб-спільноті «ВРАЖЕННЯ UA» та оглядачка мальописів на порталі uageek.space.
- Кирило Сутовський —  поціновувач та оглядач мальописів, художник, адмін тґ-каналу «Ink Tear | Чорнильна сльоза».
- Ярослав Черновол — колекціонер, поціновувач мальописів, адмін тґ-каналу «Червоногарячий Z'Gok».
- Денис Сивенко — ютубер, поціновувач та оглядач мальописів з каналу DenSy.
- Мар’яна Янкевич — оглядачка мальописів та авторка каналу MariAm Blog.
- Роман Виноградов — автор безцензурних оглядів на культурні продукти людства (незалежно від якості).
- Іван Сірченко — оглядач та поціновувач мальописів, автор тґ-каналу «Мовний дощ».

Переможці відзнаки «Мальопис року 2024»:
| Найкраща обкладинка |
| --- |
| «Залізний Ідол. Випуск 1» (UA Comix) — худ. Максим Солнцев |
| Найкращий автор / Найкраща авторка |
| Максим Солнцев — «Залізний Ідол. Випуски 1-3» (UA Comix) |
| Найкращий художник / Найкраща художниця |
| Людмила Самусь — «Символи незламності» (UA Comix) |
| Найкращий сценарист / Найкраща сценаристка |
| Остап Українець — «Коротка історія української літератури» (Видавництво) |
| Найкращий мальопис для дітей |
| «Джем для малих чудовиськ. Том 1» (Nasha Idea) — сцен. Роман Кепкало, Богдан Циганок, Ігор Даровський; худ. Катерина Лисенко, Мирослава Свірідова, Ярослава Гайдамашко, Павло Какула, Дарія Халаєва |
| Найкраща коротка історія |
| «Viribus Unitis! Розділ 1» з «НеКанон. Випуск 1» (НеКанон) — автор Антон Палич |
| Найкращий мальопис. Мала форма |
| «Залізний Ідол. Випуск 2» (UA Comix) — автор Максим Солнцев |
| Найкращий мальопис. Велика форма |
| «Фаетон. Том 4. Архіпрот» (Lantsuta) — авторка Марія Ланцута |
| Найкраща ліцензія. Азія |
| «Проводжальниця Фрірен. Том 1» (Nasha Idea) — сцен. Канехіто Ямада; худ. Цукаса Абе |
| Найкраща ліцензія. Америка |
| «Усаґі Йоджімбо. Колекційне видання. Книга 1» (Видавництво 46) — автор Стен Сакаі; переклад. Денис Бондаренко, Олена Лісевич                                                                        |
| Найкраща ліцензія. Європа |
| «Замок тварин. Том 3» (Nasha Idea) — сцен. Ксавьє Дорісон; худ. Фелікс Делеп; переклад. Онисія Колесникова                                                                                          |
| Спеціальна відзнака |
| Роман Зарічний за просування мальописної культури та активну волонтерську діяльність |